# Orthorrhynchium
Orthorrhynchium, maleni rod pravih mahovina smješten u vlastitu porodicu Orthorrhynchiaceae, dio reda Hypnales. Postoje dvije priznate vrste

## Vrste
1. Species Orthorrhynchium balanseanum C. Müller, 1896
2. Species Orthorrhynchium elegans Reichardt, 1868